# Chaetophractus vellerosus
El piche llorón, pichi peludo, quirquincho chico o quirquincho gritón  (Chaetophractus vellerosus) es una especie de mamífero cingulado de la familia Chlamyphoridae. Su área de distribución incluye Bolivia, Paraguay y Argentina.

## Taxonomía
La especie fue descrita por John Edward Gray en 1865 a partir de un ejemplar del Museo Británico recolectado en Santa Cruz de la Sierra (este de Bolivia) y fue nombrado como Dasypus vellerosus.

### Subespecies
Se conocen dos subespecies pero es necesaria su confirmación taxonómica. Estas subespecies son:
- Chaetophractus vellerosus vellerosus (Gray, 1865)
- Chaetophractus vellerosus pannosus (Gardner, 2007)